# مسرح وهران الجهوي
مسرح وهران الجهوي  théâtre regional d'Oran من أشهر المسارح الجزائرية، وأطلق عليه اسم المسرحي الجزائري عبد القادر علولة تخليدا له ويقع المسرح في قلب مدينة وهران محاذية لمقر البلدية.

## الموقع
يقع مسرح عبد القادر علولة أمام ساحة أول نوفمبر بوسط مدينة وهران ولا يبعد عنه مقر البلدية إلا أمتار قليلة.

## نبذة تاريخية
صمم المبنى المهندس المعماري “أيناز” في قالب أوبيرالي اعتبارًا من عام 1907، ظلّ مسرح وهران تابعا للبلدية إلى غاية شهر مارس 1963، وبموجب قرار تأميم المؤسسات، تغيرت التسمية من أوبرا وهران إلى المسرح الوطني الجزائري لوهران، ثم إلى المسرح الوطني للغرب الجزائري، قبل أن يتحول إلى مسرح وهران الجهوي بدايةً من 14 نوفمبر 1972، وظلّ هذا المسرح يستقبل كل سنة، أزيد من 80 ألف متفرج.
ويحتوي مسرح وهران على قاعة عروض ضخمة فيها 600 مقعد، ويمتدّ عبر عشرة هكتارات يبلغ طوله 99.50 مترا وعرضه 18 مترا، ويبلغ علوه 22 مترا، مع انحراف على شكل منارة عند كل طرف، وتمّ تشييد مسرح “علولة” بأسلوب معماري من طراز “الباروك”، فيما صُمّمت الخشبة على النمط الإيطالي، وهي موضوعة بشكل مقابل للجمهور، وتستوعب بداخلها فضاءً واسعا للآليات المسرحية.

## أهم أعماله
- 1972 حمق سليم التي اقتبسها “عبد القادر علولة” عن مذكرات أحمق لغوغول
- 1973 الأمخاخ التي كتبها “محمد أدار” وأخرجها “سلال”
- الرهان من تأليف “عباس الأخضر”، وإخراج “كبوش
- 1974  الحساب تلف لــ بوعلام حجوطي
- 1975 حمّام ربي
- 1976 حوت يأكل حوت لــ :عبد القادر علولة
- القراب والصالحين، وديوان الملاح  لـ  ولد عبد الرحمن كاكي
- فضلا عن ثلاثية “علولة” الشهيرة: “الأجواد”، “الأقوال” و”اللثام”

## معرض صور

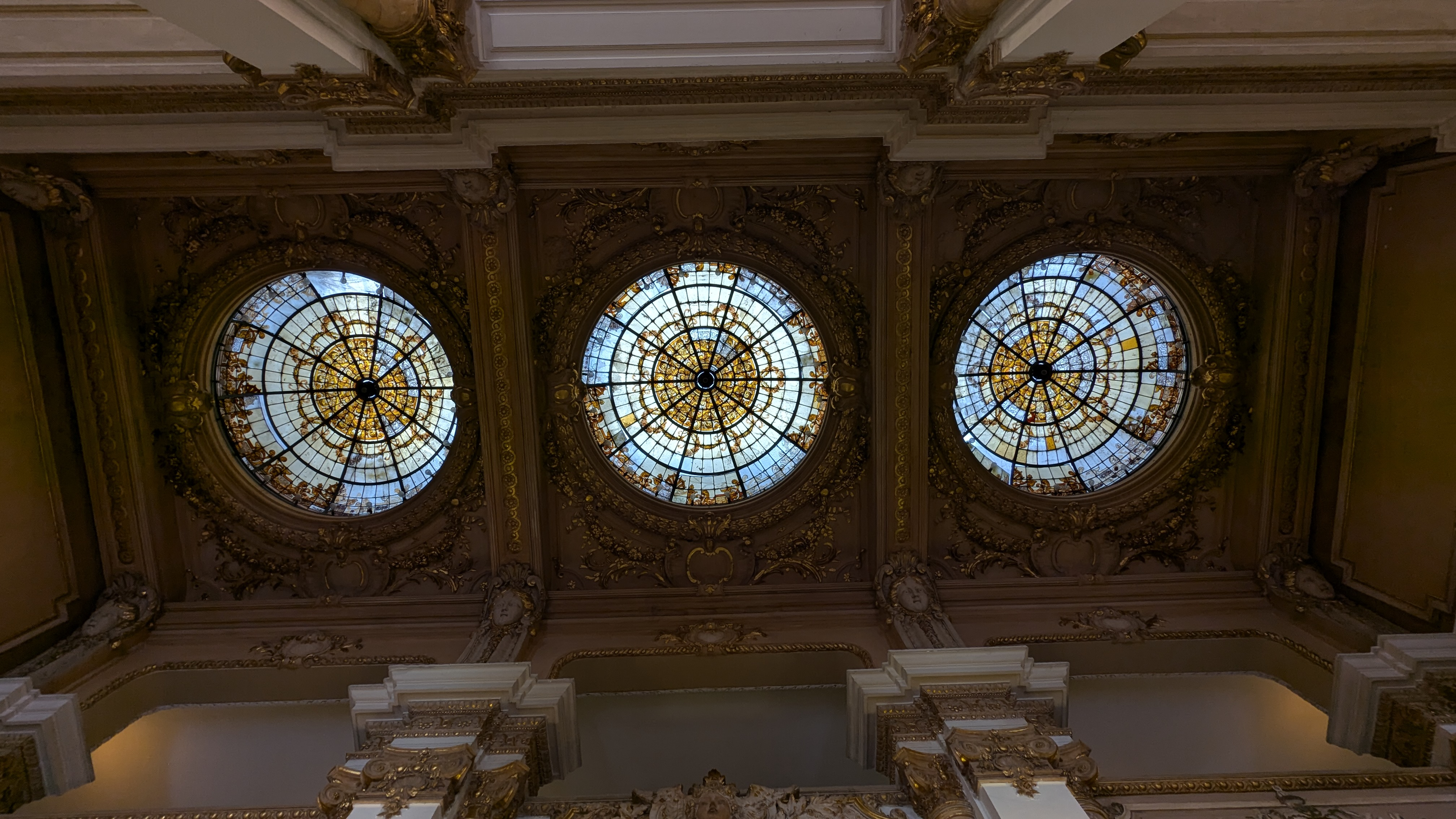
سقف مسرح وهران الجهوي
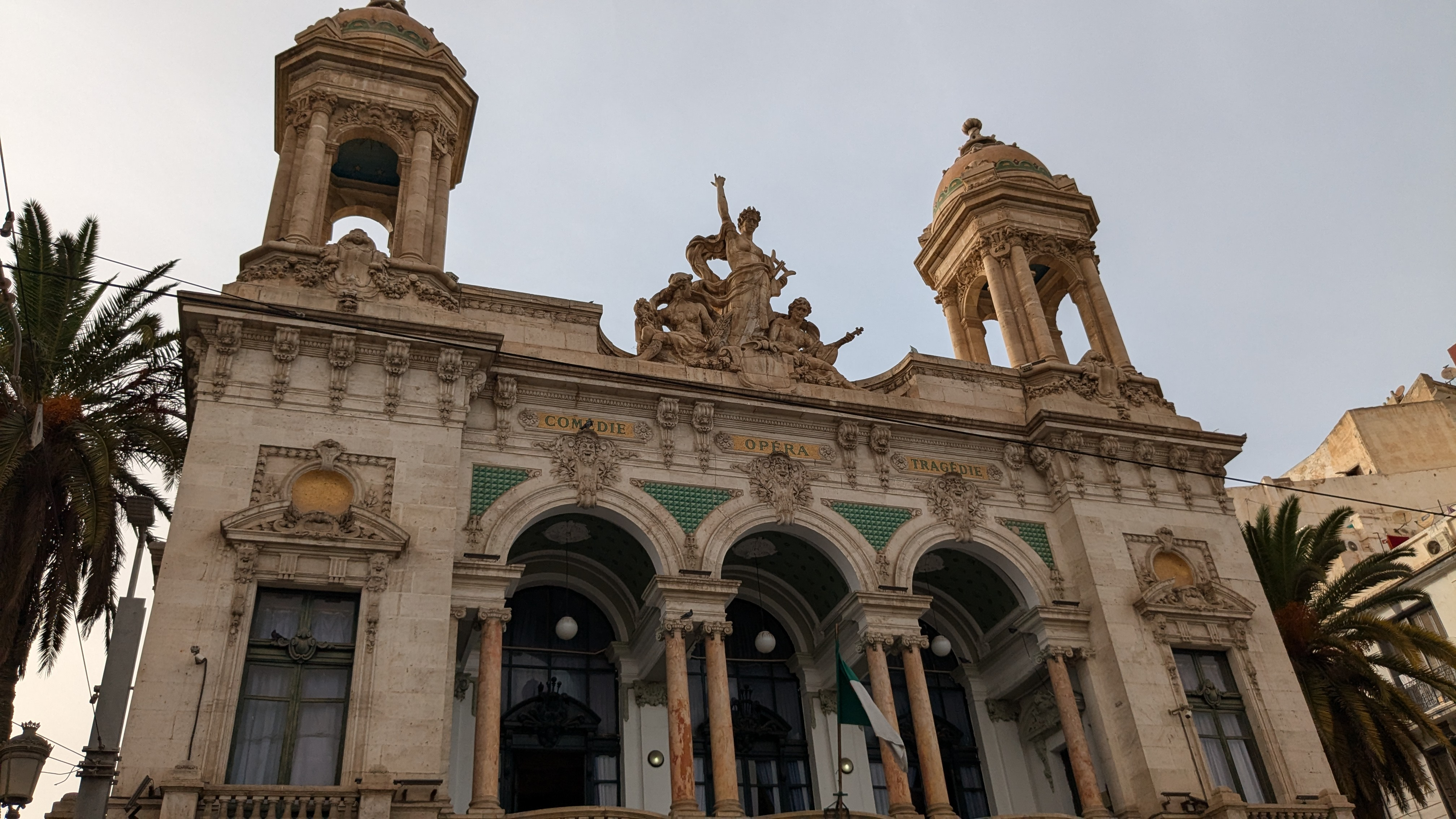
2 مسرح وهران الجهوي
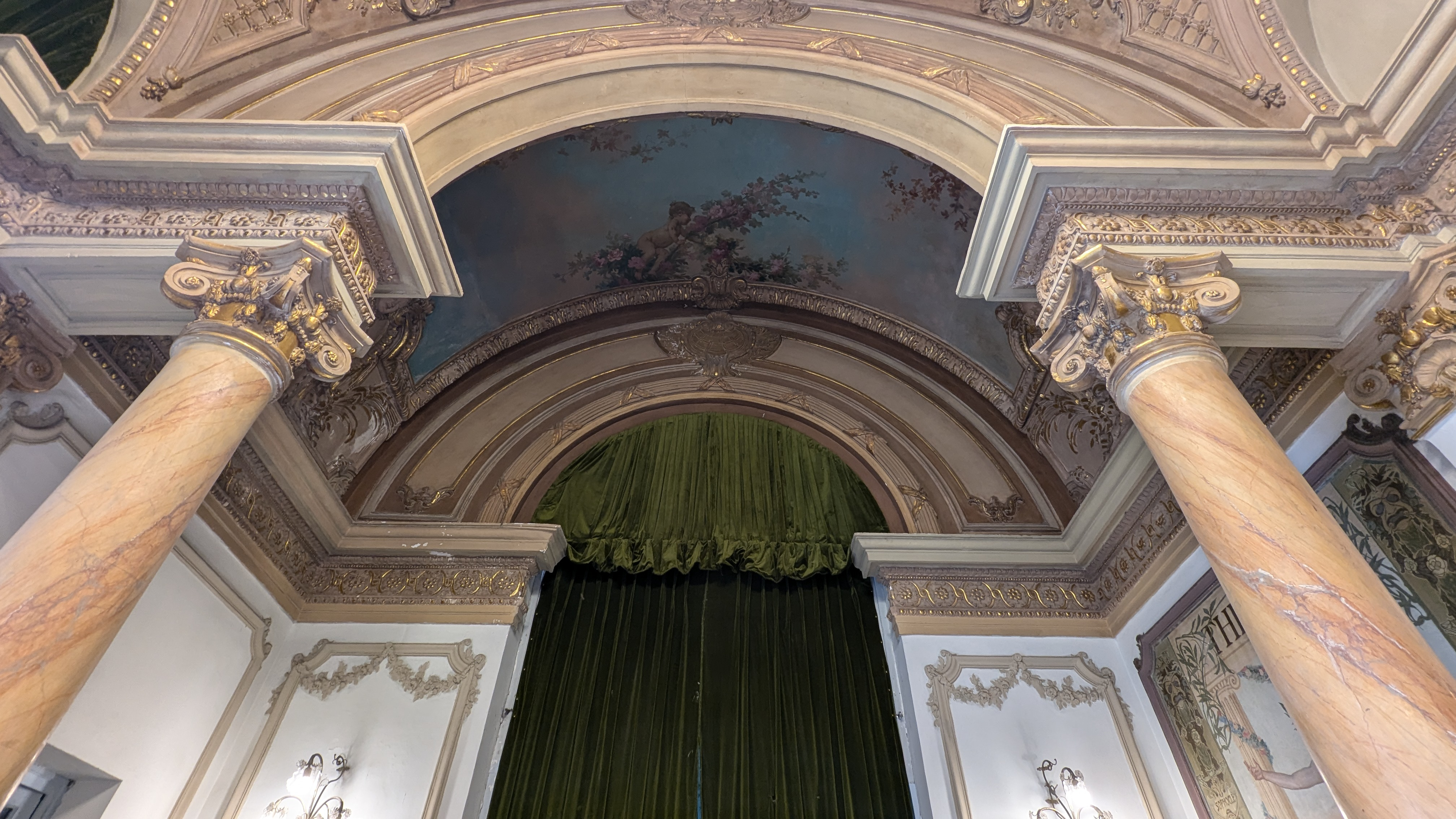
سقف داخلي لمسرح وهران الجهوي

## وصلات خارجية
- مسرح وهران الجهوي